# Yquelon

Yquelon este o comună în departamentul Manche, Franța. În 1 ianuarie 2022 avea o populație de 1.186 de locuitori.